# 玫耳
玫耳，是紅褶傘屬（Rhodotus，又名玫耳屬）的真菌。紅褶傘屬下只有單一的網蓋紅褶傘（又名網蓋粉菇或掌狀玫耳）。它們分佈在環北帶，在北美洲東部、北非、歐洲及亞洲都可以採集得到。它們一般會在樹樁及腐朽的硬木上生長。成熟玫耳的傘狀帽呈粉紅色及膠狀的，表面有紋。生長期間在不同的光度及顏色照射下，會影響它們的大小、形狀及子實體的顏色。
由於玫耳有獨特的特徵，令其分類很難得到共識，故此它有很多異名。根據近期的分子種系發生學分析，發現玫耳最為接近Physalacriaceae下的屬。

## 歷史及命名
玫耳的模式種網蓋紅褶傘原先於1758年被法國植物學家皮埃爾·布雅德（Jean Baptiste François Pierre Bulliard）分類在蘑菇屬中。埃利亞斯·馬格努斯·弗里斯（Elias Magnus Fries）也認同這個分類。後來於1926年，由René Maire將之分類在新起的紅褶傘屬中。其種小名的拉丁文意思是「掌狀」，可能是指其蓋上的紋像手掌。

### 異名
法國植物學家Claude Casimir Gillet於1876年將網蓋紅褶傘分類在側耳屬中，並命名為Pleurotus subpalmatus。另外美國真菌學家Charles Horton Peck於1891年描述的新物種Pleurotus pubescens，其實就是網蓋紅褶傘。其他的異名包括Lentinula reticeps、Agaricus reticulatus、Agaricus alveolatus、Pluteus alveolatus及Panus meruliiceps。

## 分類
玫耳在傘菌目中的分類不明，多個學者都提出不同的意見。於1951年，洛夫·辛格（Rolf Singer）認為鵝膏菌族及紅褶傘屬有很多相似性，包括孢子顏色及裝飾、菌絲及菌髓結構、厚垣孢子的產生等，於是將紅褶傘屬分類到鵝膏菌科內。

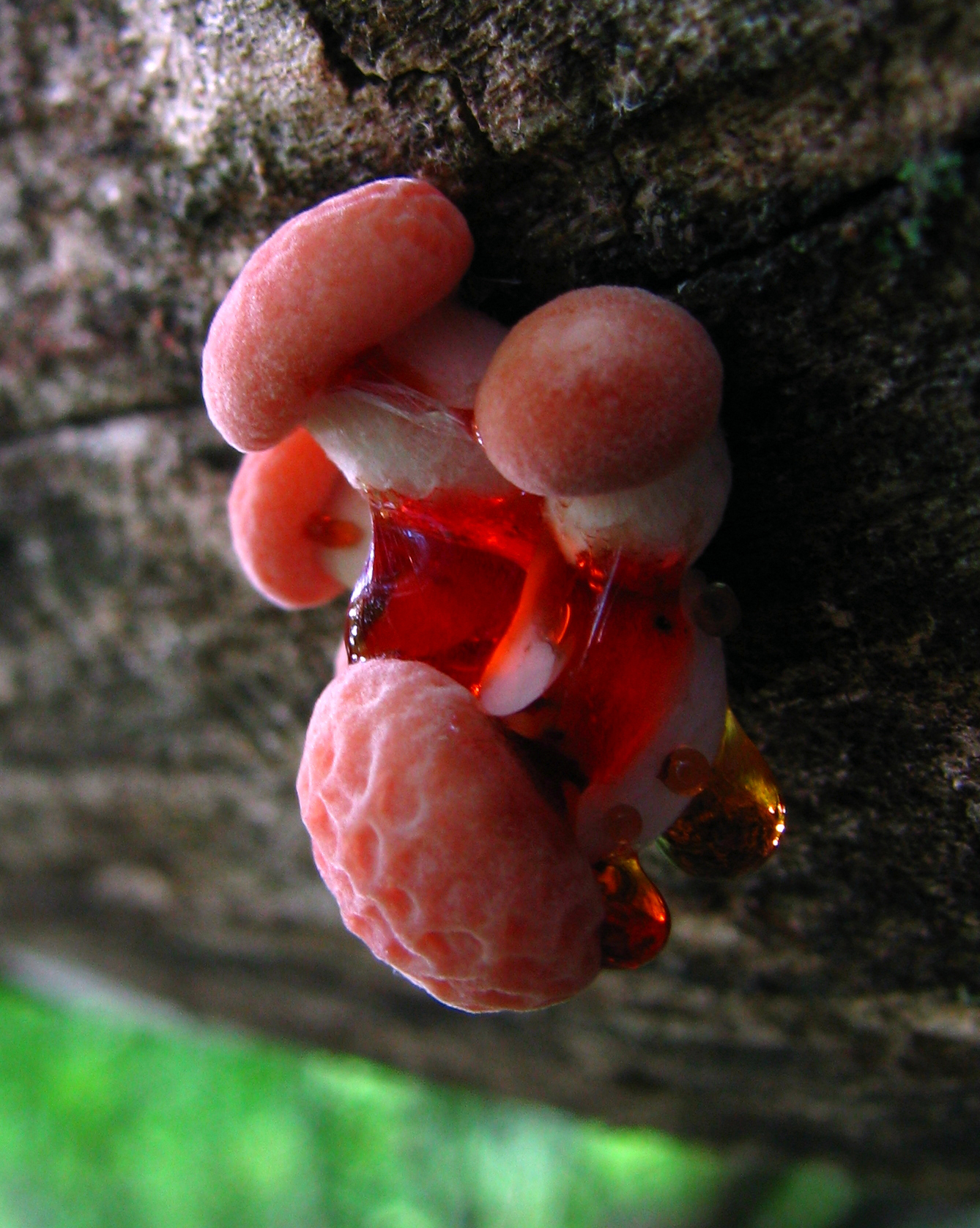
初生長的玫耳。

於1953年，法國真菌學家Robert Kühner及Henri Romagnesi基於孢子的顏色而將紅褶傘屬分類到口蘑科中。1969年，有指因紅褶傘屬孢子的超顯微結構而將之分類到粉褶傘科。到了1986年，辛格修改了其主張，認為紅褶傘科應較為接近口蘑科的Pseudohiatuleae族。此族包含了小火焰菌屬、Pseudohiatula、Cyptotrama及Callistodermatium。1988年，有建議將口蘑科分成幾個新的科，當中包括了含有紅褶傘屬的Rhodotaceae。
分子種系發生學幫助釐清玫耳的分類問題。多種傘菌的核糖體DNA研究證實了將紅褶傘屬分類到口蘑科的建議。一項大型的種系發生學分析認為紅褶傘屬應屬於傘菌目的核心分支，即包含粗糙鱗蓋傘、Marasmius trullisatus、金針菇、Xerula furfuracea、Gloiocephala menieri及亮菌的分支。這些屬後來被重置到Physalacriaceae科中。真菌索引（Index Fungorum）及MycoBank也是將紅褶傘屬分類到Physalacriaceae之下。

## 下属物种
本属包括以下物种：
- 糙孢玫耳 Rhodotus asperior L.P. Tang, Zhu L. Yang & T. Bau
- 网盖红褶伞 Rhodotus palmatus (Bull.) Maire，掌状玫耳

## 特徵

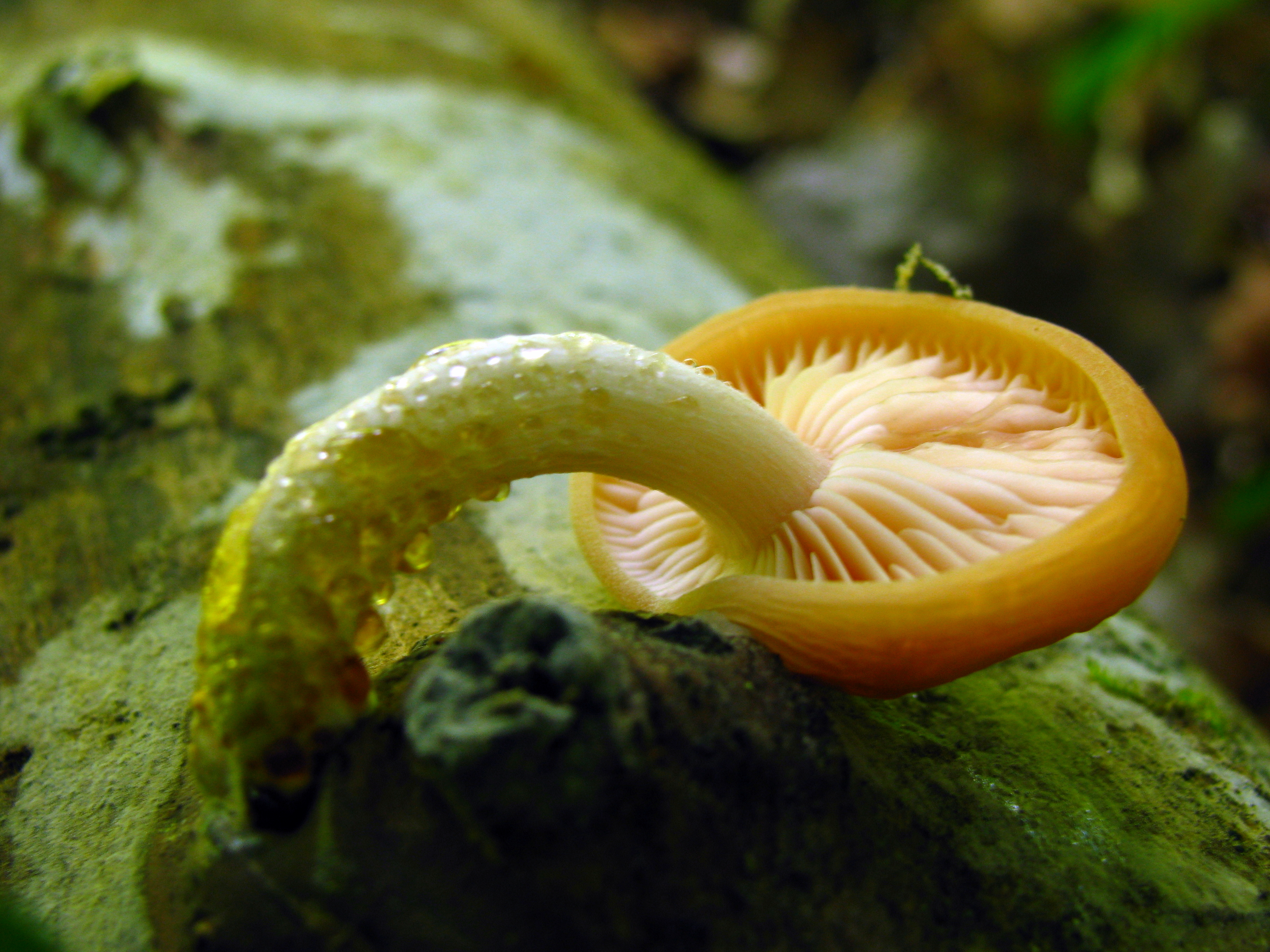
邊緣向內捲曲的傘狀帽及連生的蕈柄是玫耳的特徵。

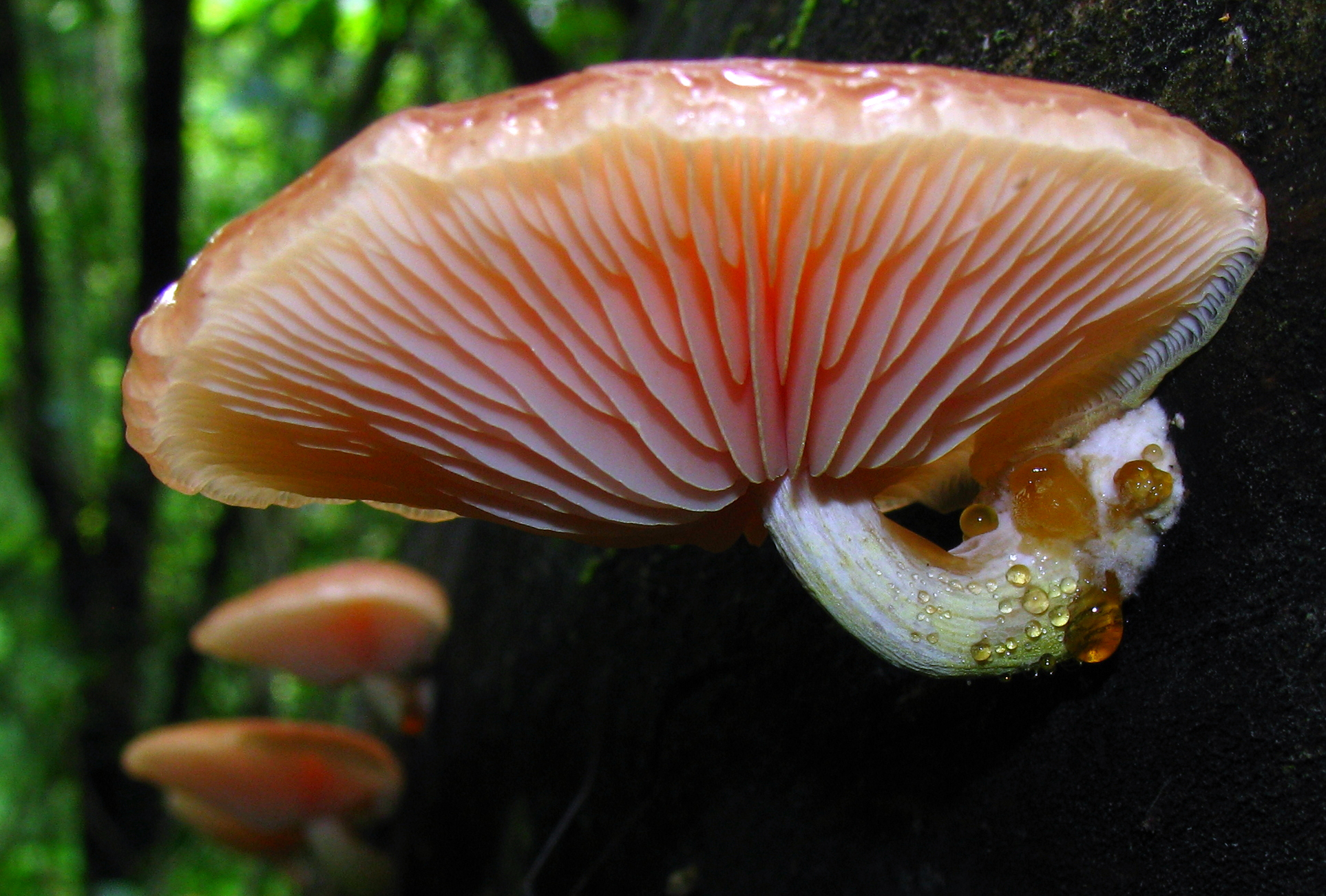
並非所有小菌褶都由傘狀帽延伸到蕈柄。

玫耳的子實體有傘狀帽及蕈柄；蕈柄沒有菌環或外被。傘狀帽最初是凸出的，當長到某一階段就會變成扁平，平均闊2-6厘米。帽的邊緣是向內捲曲的，帽表面有較淺色的脈狀紋。在紋間的顏色會受生長時照明的情況而有所不同，可以呈橙色至粉紅色至紅色。帽表面是膠狀的，菌髓結實及呈粉紅色。
小菌褶連接蕈柄。小菌褶很厚及緊密，與傘狀帽的顏色差不多。一些小菌褶並非由傘狀帽伸延到蕈柄，每2-4褶形成一組。蕈柄長1.5-3厘米及厚4-6毫米，位於傘狀帽的中央或邊緣。蕈柄的顏色也像帽般會受照明的情況所影響。
玫耳的菌絲會在子實體初出現時分泌一種紅色或橙色的液體。成熟的子實體當放在10%的硫酸亞鐵溶液中時會轉變為綠色。

### 微觀特徵
玫耳的孢子印一般都是粉紅色的，但也有呈奶白色的。在微觀下，玫耳的孢子約呈球狀，大小為6–7.2×5.6–6.5微米。孢子表面有結節，一般長0.5–0.7微米。孢子並非澱粉質的，故在梅瑞氏染劑下不會帶有碘的染色。
孢子臺呈棒狀及有4個孢子，大小約為33.6–43.2×5.6–8微米。雖然玫耳沒有側生囊狀體，但卻有大量的褶緣囊狀體，褶緣囊狀體大小約為27.2–48×4.8–8微米。菌絲上有扣子體。菌蓋皮層是由囊狀及厚壁的菌絲所組成，每一個菌絲都是由細小的莖所支撐，一直延伸到膠凝區。
厚垣孢子是無性的繁殖單元，可以幫助玫耳在不適合生長的環境下生存。玫耳的厚垣孢子大小約為12-8×8-6微米。

### 食用性
玫耳一般被列為食用性未明或不適宜食用。玫耳沒有明顯氣味，味道苦味，但早期卻有指是甜味。

### 抗微生物效用
玫耳是其中一種具有抗人類臨床病原體的真菌。在擴散法藥敏試驗（Kirby-Bauer antibiotic testing）下，玫耳對枯草桿菌有中度的抗菌力，而對釀酒酵母及烟曲霉只有輕度的抗真菌力。

## 生長及分佈地
玫耳是腐生的，即透過分解有機物來獲取養份。它們可以分散或一束的生長。它們會在菩提樹、楓樹或榆樹等硬木上生長，在歐洲也有生長在歐洲七葉樹上。玫耳喜歡定期氾濫及較少陽光的環境。它們較為喜歡生長在未腐朽的木材上，可算是先鋒種。它們有時也會長在深色的木材上，尤其是失去了樹皮及乾身的樹幹。玫耳會在較寒冷及潮濕的天氣下長成：美國會是在春天至秋天，英國及歐洲則是在秋天至冬天。

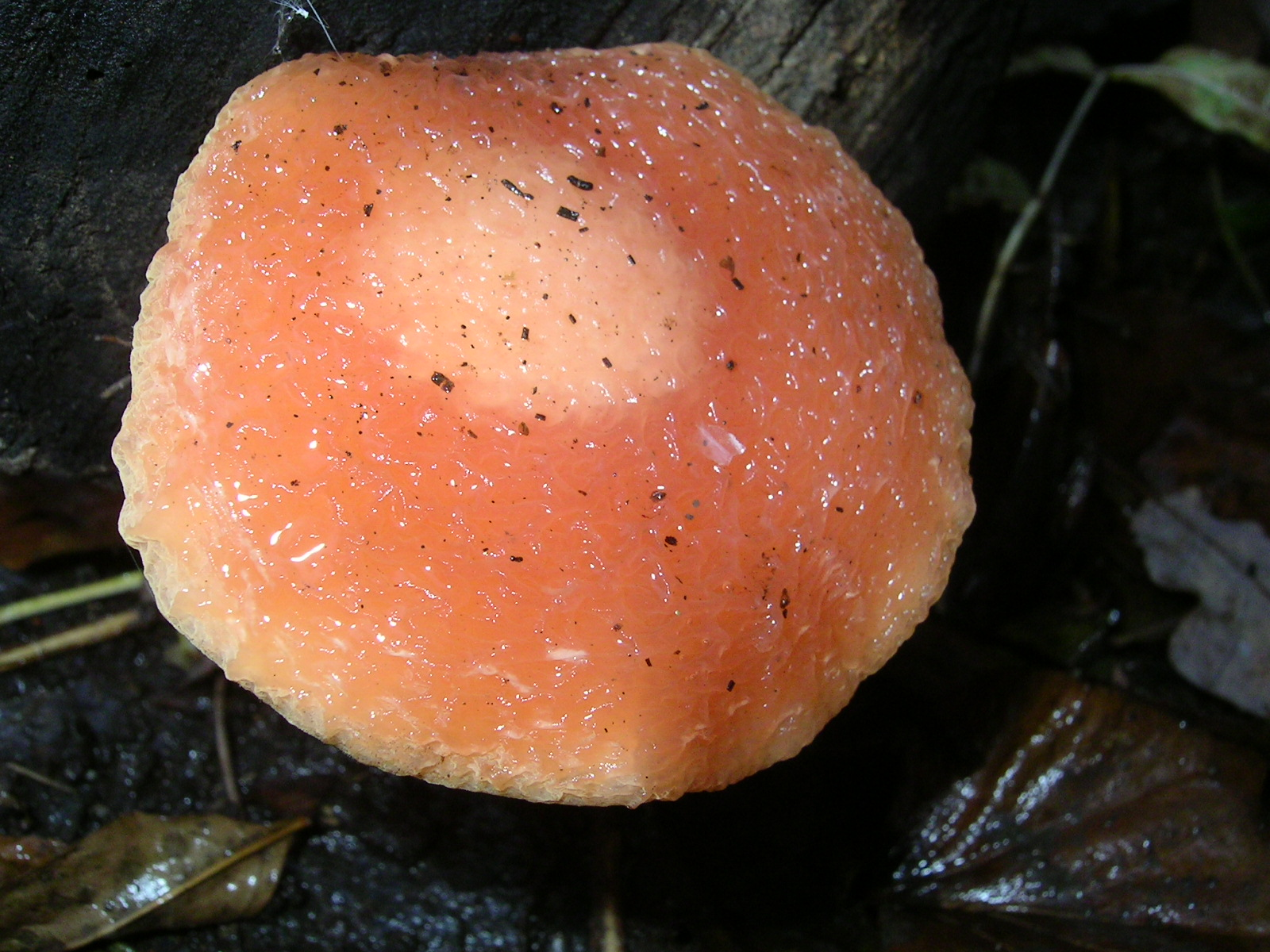
玫耳膠質的子實體。

玫耳分佈在環北帶，包括加拿大、伊朗、匈牙利、義大利、波蘭、斯洛伐克、丹麥、瑞典、挪威、德國、以往蘇聯的地區、韓國、日本及新西蘭。玫耳在美國分佈在印地安納州及北美洲其他東部地區。雖然玫耳較為罕有，但在伊利諾伊州卻較普遍。有指由於榆樹因荷蘭榆樹病而枯竭增加，卻令玫耳有復甦的跡象。

### 照明
近紅光的可見光是玫耳生長所需的光譜，這與一般真菌所需的藍光有所不同。在波長500納米以上的紅光、黃光或綠光下，玫耳都可以結出子實體；若只有藍光，則不能長成。玫耳的顯型會受到照明的顏色及光度所影響。例如在綠光下，子實體會呈淡橙色，蕈柄較短及筆直，傘狀帽很大及有明顯的紋；這與在綠葉下長成的玫耳相像。若是在黃光照射下，玫耳會呈鮮橙色，傘狀帽較細小，紋理也不明顯；這與在冬天落葉後長成的玫耳相似。

## 保育狀況

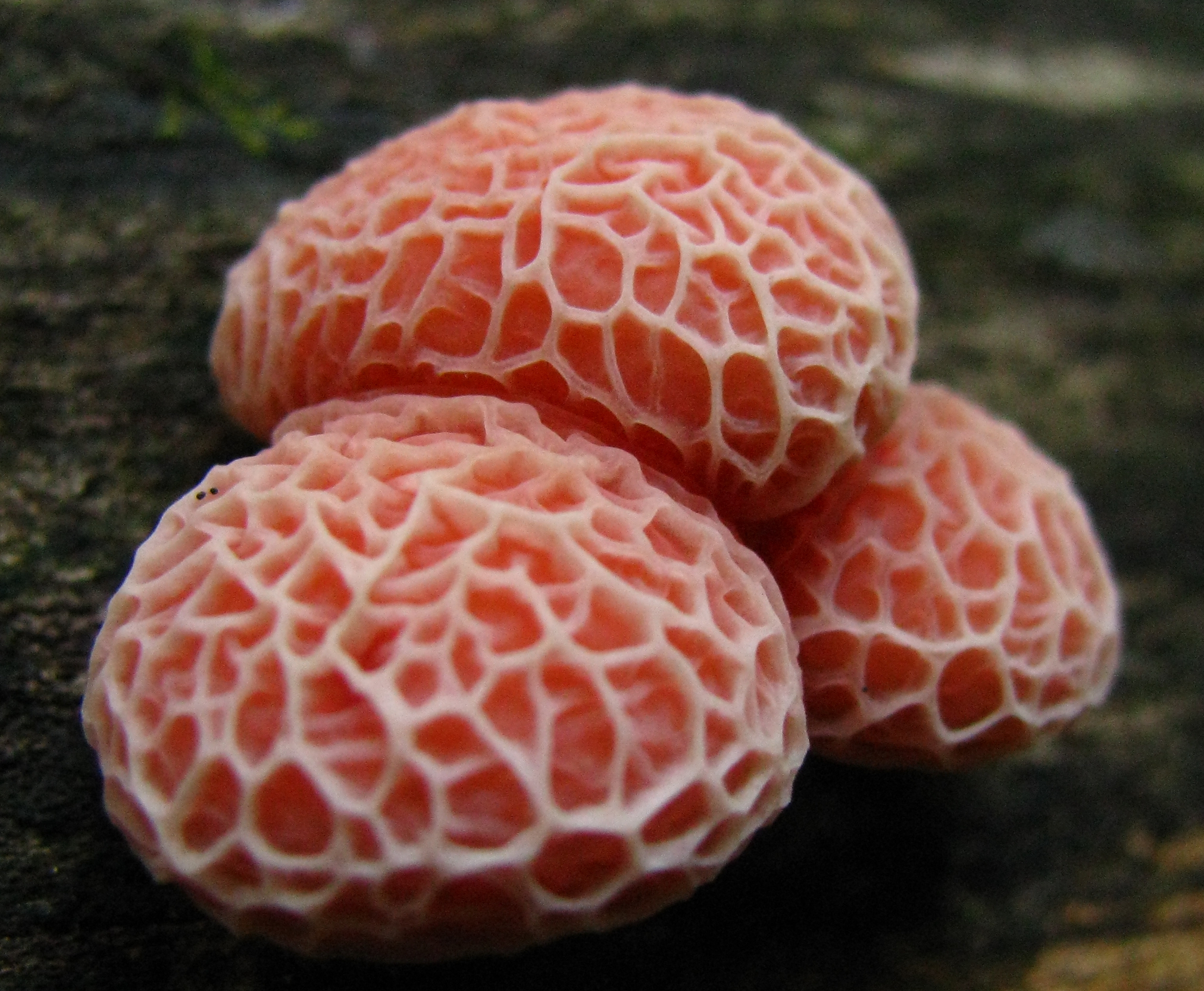
玫耳可以單獨或成束的生長。

1980年代的歐洲因空氣污染及改變土地用途，真菌的數量大幅下降。自此歐洲多國就對真菌的生物多樣性進行研究，並制訂了真菌的紅色名錄。玫耳在超過一半的歐洲國家中都被列入紅色名錄，狀況屬於極危、瀕危或近危。玫耳在愛沙尼亞、拉脫維亞及立陶宛已經出現區域性滅絕。它們是匈牙利受保護的35種真菌之一，任何採集都是違法的。

## 外部連結
- 真菌索引 （页面存档备份，存于）
- 玫耳的孢子圖片 （页面存档备份，存于）